# مسابقات حیرت انگیز
مسابقه حیرت‌انگیز (به انگلیسی: The Amazing Race) یک برنامه تلویزیونی واقع‌نما است که در آن چندین گروه شرکت می‌کنند. تعداد شرکت کنندگان هر گروه دو نفر می‌باشد که این گروه‌ها که با یکدیگر در رقابت هستند. به کشورهای مختلف سفر می‌کنند و در هر کشور آزمون‌های یکسانی برایشان در نظر گرفته شده‌است. سرعت عمل در انجام آزمون‌ها در هر کشور برای هر گروه سرنوشت‌ساز است. 
در هر برنامه گروهی که اول از همه آزمون‌ها را به پایان برساند جایزه می‌گیرد و گروهی که آخر از همه آزمونها را انجام دهد از مسابقه حذف می‌شود و به برنامه بعدی راه نمی‌یابد. برای رسیدن به محل آزمون‌ها گروه‌ها باید از وسایل مختلفی از هواپیما گرفته تا هلکوپتر، کامیون، دوچرخه، قطار، قایق، اتوبوس، تاکسی یا ماشین استفاده نمایند یا حتی مسافتی را پیاده طی کنند. سپس آزمون‌های لازم را طی کنند.  بعد از گذراندن هر آزمون، گروه‌ها نشانه‌هایی دریافت می‌کنند که مسابقه و مسیر بعدی را نشان می‌دهد.
در آزمون‌ها  گاه هر دو نفر از گروه باید شرکت کنند. گاه آزمون توسط یکی از دو نفر انجام می‌شود. مسابقه بدین ترتیب ادامه می‌یابد تا در انتها سه گروه باقی می‌مانند. این سه گروه در آزمون‌های متعددی شرکت می‌کنند و گروهی که زودتر بتواند تمامی آزمون‌‌ها را تمام کند برنده جایزه نهایی خواهد شد.